# 小布欽卡
48°53′12″N 28°45′18″E / 48.88667°N 28.75500°E
小布欽卡（烏克蘭語：Мала Бушинка），是烏克蘭西南部的村莊，隸屬文尼察州的文尼察區。該村始建於1609年，面積0.09平方公里，海拔高度234米，2001年人口171，人口密度每平方公里1,879.12人。